# Gwent Police
Gwent Police (wal. Heddlu Gwent) – brytyjska formacja policyjna, pełniąca funkcję policji terytorialnej na obszarze walijskich jednostek administracyjnych Blaenau Gwent, Caerphilly, Monmouthshire, Newport i Torfaen. Według stanu na 31 marca 2012, służba liczy 1446 funkcjonariuszy.

## Galeria

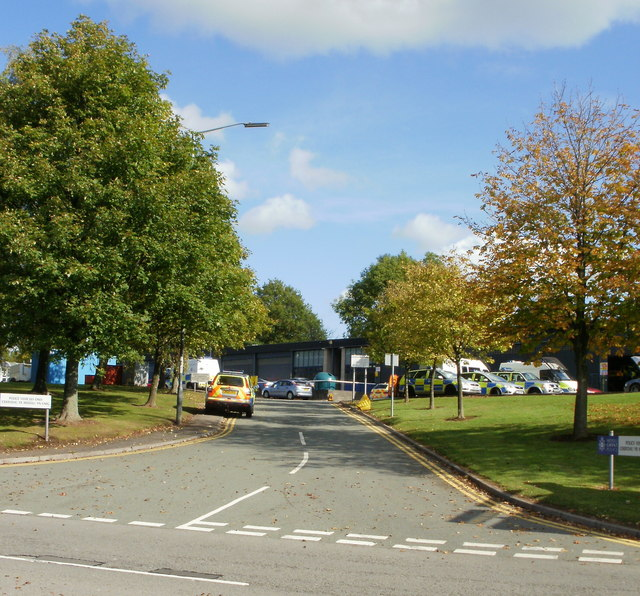
Wjazd do komendy głównej w Cwmbran
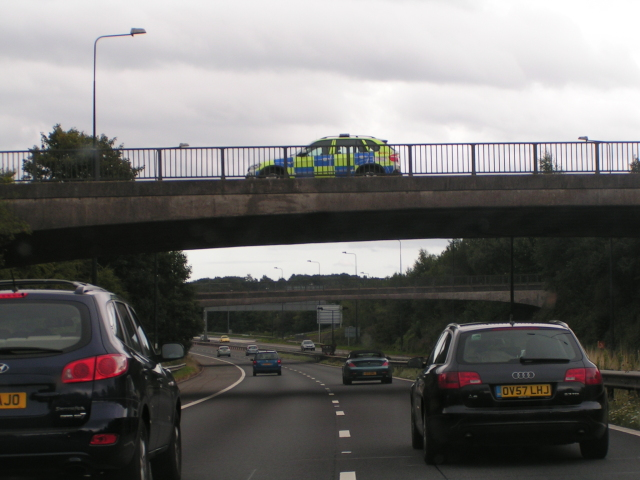
Funkcjonariusze obserwujący z wiaduktu ruch na autostradzie M4